# Moritz Fischer
Moritz Fischer, též Mauritz Fischer (8. prosince 1839 Kojetín – 13. května 1906 Vídeň) byl olomoucký podnikatel ve stavebnictví.

## Život
V 60. letech 19. století se přistěhoval do Olomouce. V té době šlo o pevnostní město a o pozemky před hradbami tak nebyl velký zájem, neboť v případě obležení byl vlastník nemovitosti povinen budovu strhnout. Fischer však dobře odhadl, kdy pevnost skončí, skoupil levně značné pozemky a díky bankovním úvěrům se pustil do stavebního podnikání.

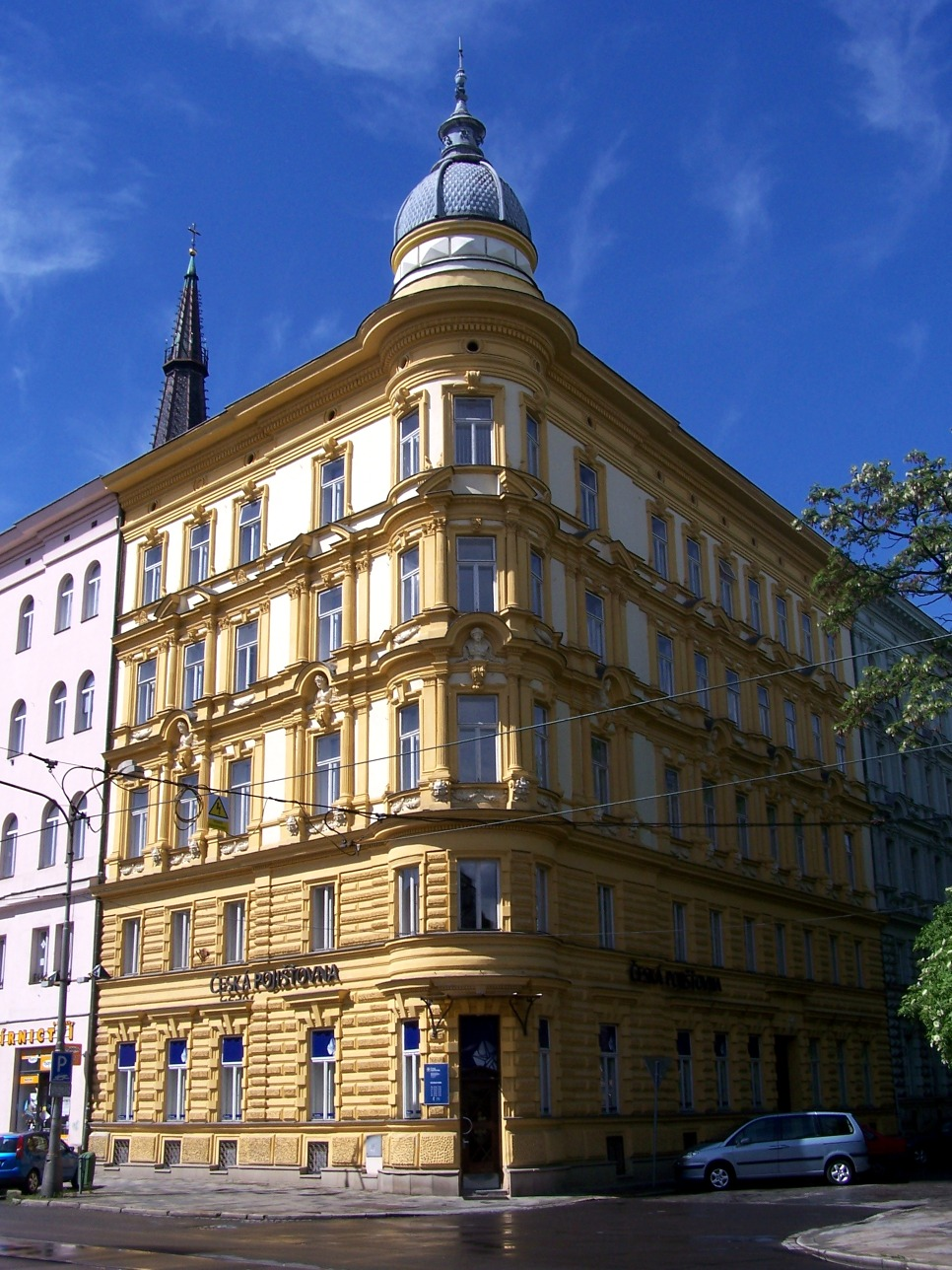
Sídlo Fischerovy stavební firmy v Olomouci, nábř. Přemyslovců 8

Ve spolupráci s architekty Jakobem Gartnerem a Karlem Starým starším vystavěl přes 60 nájemních domů a dalších budov, mj. nájemní domy v Dómské čtvrti nebo sladovnu v Holici. Po vzrůstu daní na začátku 20. století (mj. bylo zrušeno osvobození od činžovní daně) již ale úvěry nezvládal splácet. V roce 1902 byl nejen na jeho firmu, ale i na dvě české banky vyhlášen konkurs a jeho majetek rozprodán.
V jednom z domů, jenž Moritz Fischer postavil, sídlí od roku 2006 hostinský pivovar Moritz, pojmenovaný na jeho počest.

## Nájemní domy v Olomouci
Výběr nájemních domů, které stavební firma Moritze Fischera postavila v Olomouci v letech 1882–1902 (chronologicky) podle soupisu Pavla Zatloukala:
1882:
- tř. 1. máje 27, čp. 869, dnešní hotel Palác, architekt Karel Starý st.;

1886:
- nábř. Přemyslovců 8, čp. 867, architekt Karel Starý st.;
- tř. 1. máje 29, čp. 868, architekt Karel Starý st.;

1887:
- Komenského 4, čp. 865, architekt Karel Starý st.;
- Komenského 6, čp. 866, architekt Karel Starý st.;

1889–1890:
- Komenského 11, čp. 864, architekt Karel Starý st.;

1890:
- Kosinova 3, čp. 876, architekt Karel Starý st.;
- Kosinova 5, čp. 875, architekt Karel Starý st.;
- Kosinova 7, čp. 874, architekt Karel Starý st.;
- nábř. Přemyslovců 12, čp. 879, architekt Karel Starý st.;
- nábř. Přemyslovců 14, čp. 880, architekt Karel Starý st.;

1895–1896:
- Komenského 16, čp. 883, architekt Jakob Gartner;
- Komenského 18, čp. 884, architekt Jakob Gartner;
- Komenského 20, čp. 885, architekt Jakob Gartner;
- Komenského 22, čp. 886, architekt Jakob Gartner;
- Husova 9, čp. 887, architekt Jakob Gartner;

1897:
- Mozartova 15, Nová Ulice čp. 170, architekt Karel Starý st.;
- Mozartova 17, Nová Ulice čp. 171, architekt Karel Starý st.;
- Mozartova 19, Nová Ulice čp. 172, architekt Karel Starý st.;
- Mozartova 21, Nová Ulice čp. 173, architekt Karel Starý st.;
- Mozartova 23, Nová Ulice čp. 174, architekt Karel Starý st.;
- Mozartova 25, Nová Ulice čp. 175, architekt Karel Starý st.;
- Resslova 14, Nová Ulice čp. 176, architekt Karel Starý st.;

1897–1898:
- Komenského 8, čp. 896, architekt Jakob Gartner;

1898:
- Komenského 10, čp. 897, architekt Jakob Gartner;
- Komenského 12, čp. 898, architekt Jakob Gartner;
- Komenského 14, čp. 899, architekt Jakob Gartner, Karel Starý st.;

1898–1899:
- Masarykova 5, čp. 900, architekt Jakob Gartner;
- Masarykova 7, čp. 901, architekt Jakob Gartner;
- Masarykova 9, čp. 902, architekt Jakob Gartner;
- Masarykova 11, čp. 903, architekt Jakob Gartner;
- Masarykova 13, čp. 904, architekt Jakob Gartner;
- Havlíčkova 11, čp. 661, architekt Jakob Gartner;
- Havlíčkova 13, čp. 662, architekt Jakob Gartner;

1900:
- Resslova 10, Nová Ulice čp. 207, architekt Karel Starý st.;
- Resslova 12, Nová Ulice čp. 206, architekt Karel Starý st.;

1900–1901:
- Vídeňská 3, čp. 663, architekt Karel Starý st.;
- Vídeňská 5, čp. 675, architekt Karel Starý st.;
- Vídeňská 7, čp. 676, architekt Karel Starý st.;
- Vídeňská 9, čp. 677, architekt Karel Starý st.;

1901:
- Javoříčská 4, čp. 678, architekt Karel Starý st.;
- Nešverova 2, čp. 683, architekt Karel Starý st.;

1901–1902:
- Javoříčská 6, čp. 679, architekt Karel Starý st.;
- Javoříčská 8, čp. 680, architekt Karel Starý st.;
- Javoříčská 10, čp. 681, architekt Karel Starý st.;
- Javoříčská 12, čp. 682, architekt Karel Starý st.;
- Resslova 8, Nová Ulice čp. 218, architekt Karel Starý st.;
- Resslova 6, Nová Ulice čp. 219, architekt Karel Starý st.